# Swords
Swords (iriska: Sord Cholm Cille, som betyder "Colmcilles brunn") är Irlands åttonde största stad. Staden har ca 39 248 invånare (2017) och ligger 13 km ifrån Dublin. Eftersom staden ligger så nära Dublin och speciellt dess flygplats så är dessa en stor del av näringslivet i staden.

## Historia
Staden kan spåra sitt ursprung tillbaka till 560, då den grundades av Saint Colmcille (521–567). Legenden säger att helgonet välsignade en lokal brunn och gett staden dess namn, Sord, som betyder "klar" eller "ren". Men Sord kan även betyda "vattenkällan" och kan tyda på en stor gemensam brunn som fanns i forntiden, brunnen ligger på Church Road utanför Main Street. Sord kan också hänvisa till en "gräsmatta", en "yta av gräs". År 1994 blev Swords huvudort för grevskapet Fingal efter uppdelningen av grevskapet Dublin, men grevskapsledningen flyttade från Dublin först 2001.